# Campionati mondiali di pugilato dilettanti femminile 2022
I campionati mondiali di pugilato dilettanti femminile 2022 si sono svolti, sotto la direzione dell'AIBA, a Istanbul, in Turchia, dall'8 al 20 maggio.

## Risultati
| Categoria     | Oro                | Argento             | Bronzo                 |
| Paglia        | Ayşe Çağırır       | Alua Balkibekova    | Aldana López           |
| Paglia        | Ayşe Çağırır       | Alua Balkibekova    | Sevda Asenova          |
| Mosca leggeri | Buse Naz Çakıroğlu | Ingrit Valencia     | Laura Fuertes          |
| Mosca leggeri | Buse Naz Çakıroğlu | Ingrit Valencia     | Aziza Yokubova         |
| Mosca         | Nikhat Zareen      | Jutamas Jitpong     | Caroline de Almeida    |
| Mosca         | Nikhat Zareen      | Jutamas Jitpong     | Zhaina Shekerbekova    |
| Gallo         | Hatice Akbaş       | Lăcrămioara Perijoc | Preedakamon Tintabthai |
| Gallo         | Hatice Akbaş       | Lăcrămioara Perijoc | Dina Zholaman          |
| Piuma         | Lin Yu-ting        | Irma Testa          | Karina Ibragimova      |
| Piuma         | Lin Yu-ting        | Irma Testa          | Manisha Moun           |
| Leggeri       | Rashida Ellis      | Beatriz Ferreira    | Donjeta Sadiku         |
| Leggeri       | Rashida Ellis      | Beatriz Ferreira    | Alessia Mesiano        |
| Superleggeri  | Amy Broadhurst     | Imane Khelif        | Parveen Hooda          |
| Superleggeri  | Amy Broadhurst     | Imane Khelif        | Chelsey Heijnen        |
| Welter        | Busenaz Sürmeneli  | Charlie Cavanagh    | Janjaem Suwannapheng   |
| Welter        | Busenaz Sürmeneli  | Charlie Cavanagh    | Ichrak Chaib           |
| Superwelter   | Lisa O'Rourke      | Alcinda Panguana    | Sema Çalışkan          |
| Superwelter   | Lisa O'Rourke      | Alcinda Panguana    | Valentina Khalzova     |
| Medio         | Tammara Thibeault  | Atheyna Bylon       | Rady Gramane           |
| Medio         | Tammara Thibeault  | Atheyna Bylon       | Davina Michel          |
| Mediomassimi  | Gabrielė Stonkutė  | Oliwia Toborek      | Elif Güneri            |
| Mediomassimi  | Gabrielė Stonkutė  | Oliwia Toborek      | Jessica Bagley         |
| Massimi       | Şennur Demir       | Khadija El-Mardi    | Lidia Fidura           |
| Massimi       | Şennur Demir       | Khadija El-Mardi    | Mokhira Abdullaeva     |